# 2011年夏季世界大学生运动会伊朗代表团

伊朗代表团旗帜

2011年夏季世界大学生运动会伊朗代表团共有110人参赛。

## 奖牌榜
| 名次 | 代表团 | 金牌 | 银牌 | 铜牌 | 总数 |
| ---- | ------ | ---- | ---- | ---- | ---- |
| 33   | 伊朗   | 1    | 4    | 3    | 8    |

## 奖牌获得者

### 金牌
1. 跆拳道-男子74-80公斤级：迈赫兰-阿什卡里

### 银牌
1. 跆拳道-女子品势个人赛：马达尼
2. 跆拳道-女子品势团体赛
3. 跆拳道-男子54-58公斤级：哈迪-洛龙
4. 跆拳道-男子74公斤级：法尔扎德

### 铜牌
1. 跆拳道-男子品势个人赛：纳贾法巴迪
2. 跆拳道-男子品势团体赛
3. 跆拳道-男子80-87公斤级：塔勒贝-卡哈吉